# Christina Wolff
Christina Wolff (* 16. Mai 1977 in Braunschweig) ist eine deutsche Kinder- und Jugendbuchautorin.

## Leben
Christina Wolff wurde in Braunschweig geboren und wuchs im Landkreis Gifhorn auf. Sie studierte zunächst Literaturwissenschaft in Göttingen und Braunschweig und wechselte später zum Lehramt. Nach Abschluss ihres Studiums arbeitete sie als Grundschullehrerin in Hannover und nahm neben der Arbeit ihre Schreibleidenschaft aus Jugend- und Studientagen wieder auf. Dabei entstanden mehrere Kinder- und Jugendromane. 
2020 debütierte Wolff mit dem Jugendroman "Die Magier von Paris" im Hummelburg-Verlag. Für ihr zweites Buch mit dem Titel "Elfie einfach feenomenal" erhielt sie 2018 das Kinder- und Jugendbuchstipendium des Landes Niedersachsen. Seitdem erschienen "Die Geister der Pandora Pickwick" (2021), "Bildspringer. Der erste Fall der Van-Gogh-Agency" (2023) und "Bildspringer. Der zweite Fall der Van-Gogh-Agency" (2024). Ebenfalls im Jahr 2024 erschien der erste Roman der Bildspringer-Reihe in englischer Sprache: "Picture Visitors. A case for the Van Gogh Agency" (2024). Christina Wolff lebt mit ihrer Familie in Hannover.

## Auszeichnungen
- 2018 Stipendium für Kinder- und Jugendbuchautoren des Landes Niedersachsen
- Nominierung für die Ulmer Unke 2020[2]
- Nominiert für den Glauser-Preis 2024 in der Kategorie "Kinderkrimi"

## Werke
- Die Magier von Paris. Hummelburg, 2020, ISBN 978-3-7478-0015-7.
- Elfie – Einfach feenomenal, Hummelburg 2021, ISBN 978-3-7478-0024-9.
- Die Geister der Pandora Pickwick, Hummelburg 2021 ISBN 978-3-7478-0037-9
- Bildspringer. Der erste Fall der Van-Gogh-Agency. Woow Books 2023. ISBN 978-3961771219
- Bildspringer. Der zweite Fall der Van-Gogh-Agency. Woow Books 2024. ISBN 978-3039670307
- Picture Visitors. A case for the Van Gogh Agency. Arctis Books 2004. ISBN 978-1646900299